# ProjectLibre
ProjectLibre — кроссплатформенное программное обеспечение для управления проектами. Распространяется на условиях лицензии Common Public Attribution License Version 1.0 (CPAL). Позиционируется создателями как открытая замена коммерческому продукту Microsoft Project. Обеспечение доступно для операционных систем Microsoft Windows, Linux, Unix, Mac OS X.
ProjectLibre вышло в августе 2012, в сообществе SourceForge признан проектом месяца.

## История и текущее состояние
Программа ProjectLibre разработана создателями её предшественника — OpenProj. В конце 2008 года Projity была приобретена Serena Software.
Продукт OpenProj был куплен компанией Serena в 2008 году. Сразу после продажи поддержка продукта была прекращена ввиду угрозы судебных исков со стороны Microsoft по поводу копирования интерфейсных решений и исходный текст продукта выложен бесплатно в Интернет.
В августе 2012 основатели объявили о форке проекта, названном ProjectLibre. Разработчики планируют полностью переписать код приложения, так что в скором времени ProjectLibre технически может снять с себя звание форка.

## Возможности
- Поддержка форматов файлов Microsoft Project 2010
- интерфейс пользователя Ribbon
- Earned Value costing
- Поддержка диаграмм Ганта
- PERT-диаграмма
- Resource Breakdown Structure (RBS) chart
- Task usage reports
- Work Breakdown Structure (WBS) chart

## Сравнение с MS Project
ProjectLibre имеет схожий с MS Project интерфейс и аналогичный подход к построению плана проекта.

## Улучшения ProjectLibre по сравнению с OpenProj
- импорт/экспорт проектов Microsoft Project 2010
- печать
- экспорт в PDF
- новый пользовательский интерфейс
- полная совместимость с Microsoft Project 2010
- исправление множества ошибок